# Bolbocerosoma tumefactum
Bolbocerosoma tumefactum är en skalbaggsart som beskrevs av Palisot de Beauvois 1809. Bolbocerosoma tumefactum ingår i släktet Bolbocerosoma och familjen Bolboceratidae. Inga underarter finns listade.

## Bildgalleri

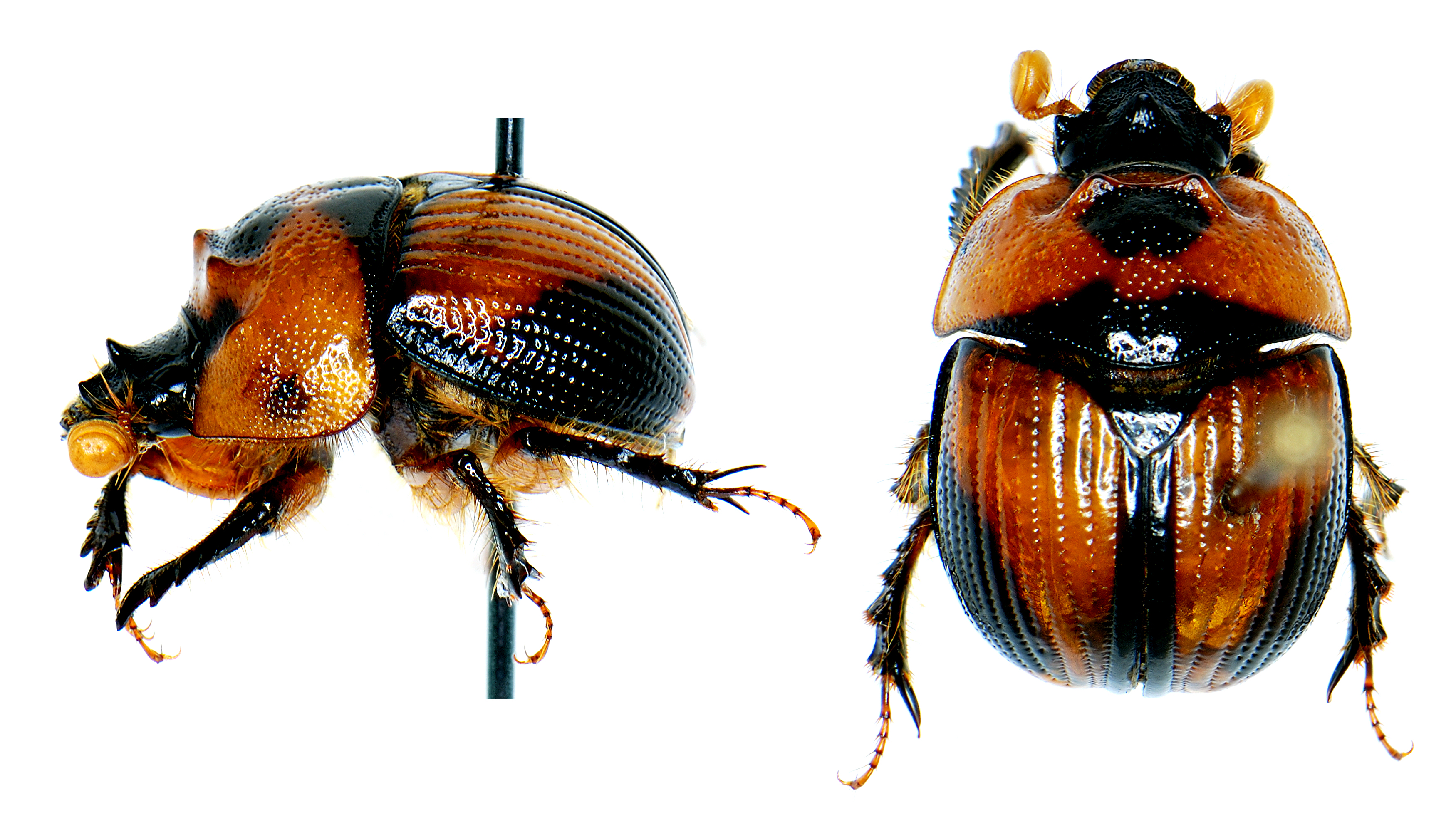
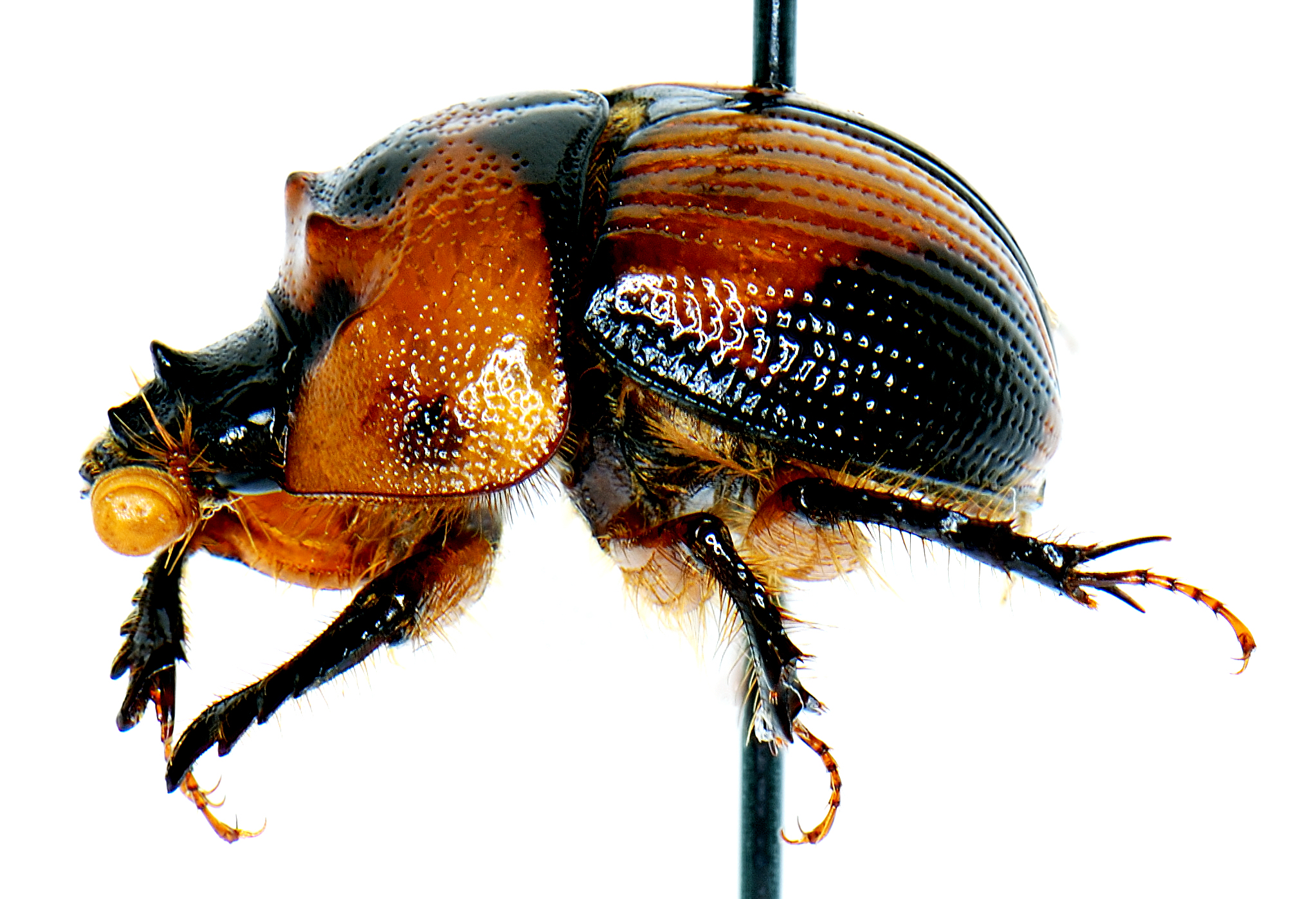
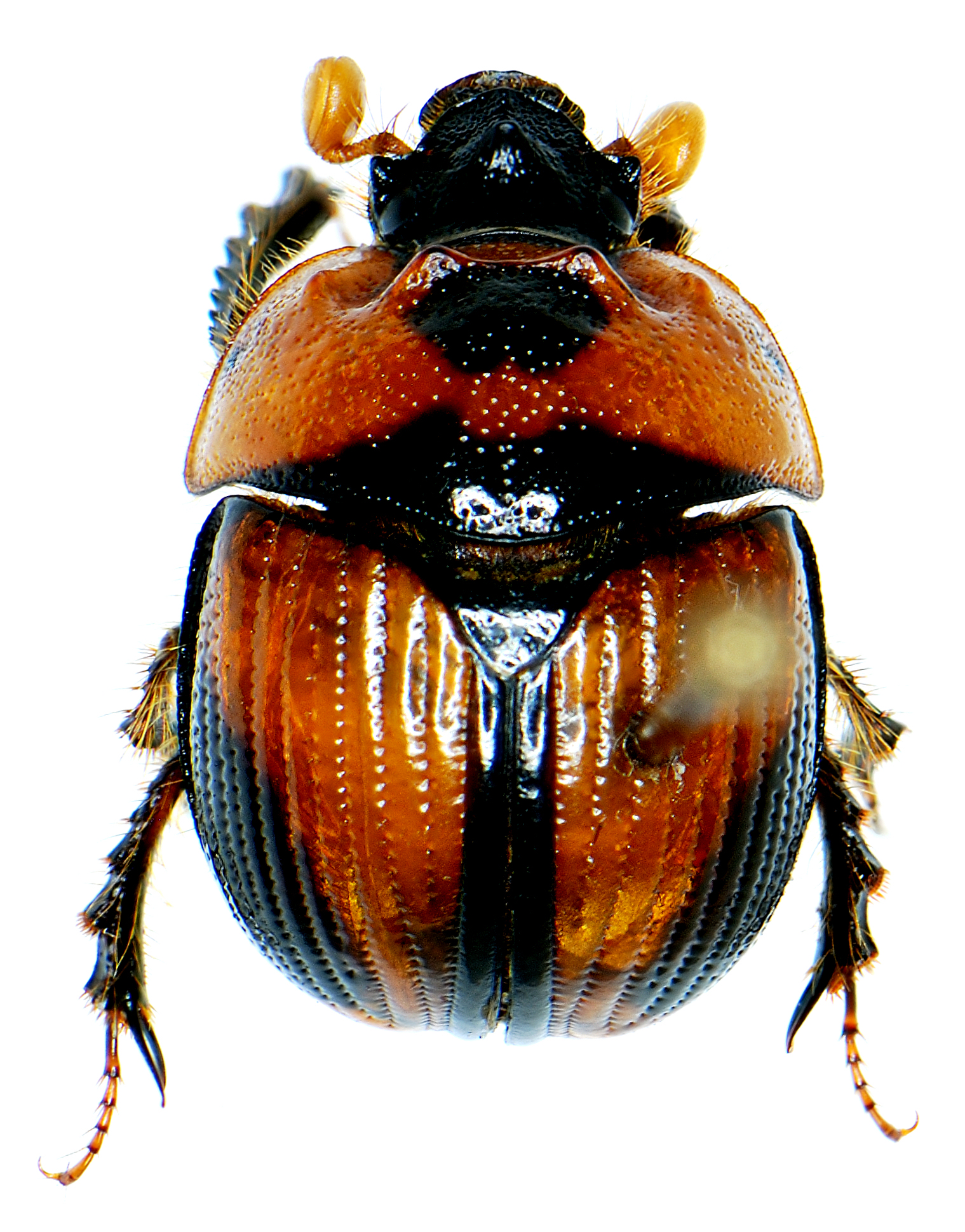